# The American
Pour les articles homonymes, voir The American (film, 1927), American et L'Américain.
Pour plus de détails, voir Fiche technique et Distribution.
The American (L'Américain au Québec) est un film américain d'Anton Corbijn sorti en 2010. C'est l'adaptation du roman A Very Private Gentleman (en) de Martin Booth (en) publié en 1990.

## Résumé
Jack est un tueur à gages expérimenté et sans attaches. Deux tueurs suédois tentent de l'assassiner mais échouent. Il doit alors tuer une amie témoin de la scène qui ignore ses activités. Il se réfugie en Italie, où son agent, Pavel, l'installe dans un village des Abruzzes. Malgré le risque et les menaces ambiantes, Jack se lie d'amitié avec le prêtre du village, et s'éprend d'une prostituée, Clara.
Une nouvelle mission lui est confiée : fabriquer un fusil de précision selon les spécifications de Mathilde, une tueuse à gages. Les Suédois le retrouvent, mais il échappe à nouveau à un tueur. Enquêtant sur Mathilde, il découvre qu'elle est de mèche avec les Suédois. Il modifie alors le fusil pour qu'il explose lors de l'appui sur sa détente. Ainsi, une fois le fusil remis, Mathilde suit Jack, et s'installe sur un toit pour l'abattre, mais c'est elle qui est blessée à mort. Jack a juste le temps de lui faire révéler le commanditaire : Pavel. Jack tente alors de s'enfuir, mais Pavel le suit. Des coups de feu sont échangés : Pavel meurt et Jack est blessé. Il retrouve Clara avec qui il avait prévu de partir, mais meurt de sa blessure.

## Fiche technique
- Titre original et français : The American
- Titre québécois : L'Américain
- Réalisation : Anton Corbijn
- Scénario : Rowan Joffé, d'après le roman de Martin Booth (en)
- Direction artistique : Denis Schnegg, Domenico Sica et Mikael Varhelyi
- Décors : Mark Digby
- Costumes : Suttirat Anne Larlarb
- Photographie : Martin Ruhe
- Montage : Andrew Hulme
- Musique : Herbert Grönemeyer
- Producteur : Anne Carey (en), George Clooney, Jill Green, Grant Heslov et Ann Wingate
  - Producteurs exécutifs : Enzo Sisti et Moa Westeson
- Sociétés de production : Focus Features, Goldcrest Post Production London, Greenlit Rights, Smokehouse et This Is That Productions
- Distribution :  Focus Features ;  Mars Films
- Budget : 20 millions $[2]
- Pays de production :  États-Unis
- Langues originales : anglais et italien
- Format : couleur • 2,35:1 • 35mm • Dolby Digital et DTS
- Genre : thriller
- Durée : 105 minutes
- Dates de sortie :
  - États-Unis, Canada : 1er septembre 2010
  - France : 27 octobre 2010

## Distribution
Légende : VF = version française ; VQ = version québécoise
- George Clooney (VF : Samuel Labarthe; VQ : Daniel Picard) : Jack / Edward, l'Américain
- Violante Placido (VF : Élisabeth Ventura; VQ : Manon Arsenault) : Clara, la jeune prostituée
- Thekla Reuten (VF : Anneliese Fromont; VQ : Mélanie Laberge) : Mathilde, la tueuse à gages
- Paolo Bonacelli (VF : Michel Ruhl; VQ : Yves Massicotte) : le Père Benedetto
- Johan Leysen (VF : Johan Leysen) : Pavel, le fournisseur de contrats
- Filippo Timi : Fabio, le jeune garagiste protégé du père Benedetto
- Irina Björklund : Ingrid, l'amie suédoise de Jack
- Lars Hjelm : un tueur
- Giorgio Gobbi (it) : l'homme sur la Vespa
- Silvana Bosi (it) : la vendeuse de fromage
- Guido Palliggiano : un serveur
- Samuli Vauramo (en) : le jeune Suédois
- Anna Foglietta : Anna, une amie de Clara
- Björn Granath : le deuxième tueur
- Antonio Rampino : Postmaster
- Ilaria Cramerotti : Hooker #2
- Angelica Novak (it) : Hooker #3
- Isabelle Adriani : Hooker #1
- Lello Serao : Barman (Town Square Bar) (comme Raffaele Serao)
- Sandro Dori (en) : Waiter (Locanda Grapelli)
- Patrizio Pelizzi : Antonio (non crédité)

## Tournage
- Italie[5] :
  - Castel del Monte et Sulmona dans les Abruzzes
  - Rome
- Suède :
  - Östersund dans le comté de Jämtland

## Autour du film

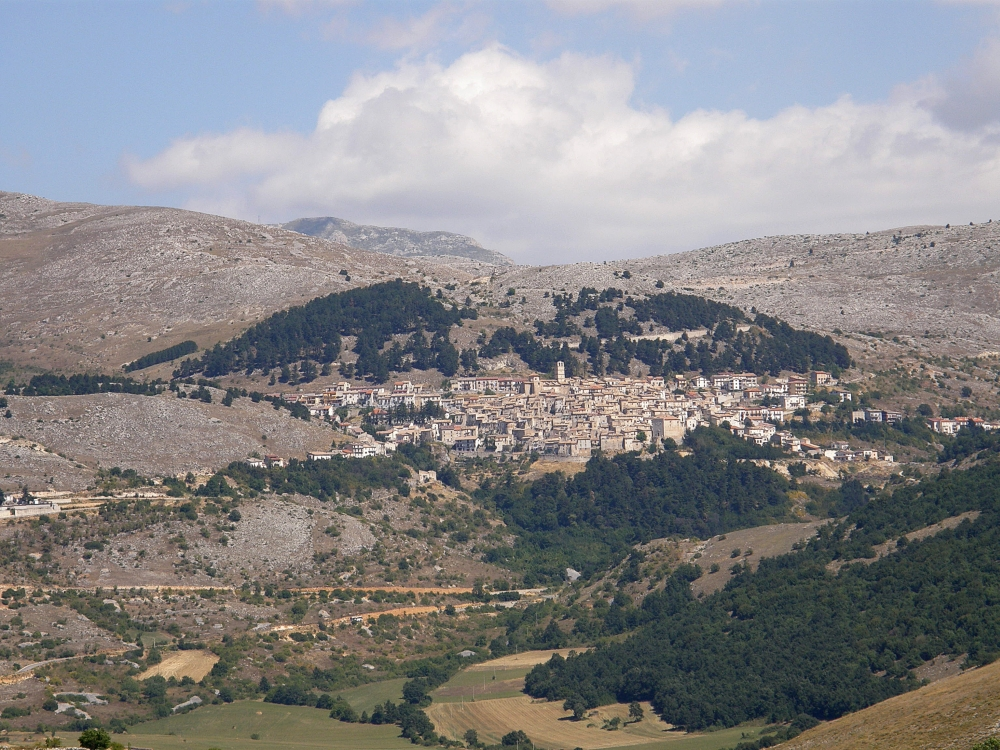
La petite ville de Castel del Monte (Italie) (600 habitants, 1 350 mètres d'altitude), le dédale de ses ruelles au pied de ses maison-tours, et ses alentours agrestes servent de cadre à l'intrigue.

- Le film a été présenté au Festival international du film de Rio de Janeiro en septembre 2010[6].
- Le tournage a eu lieu dans les Abruzzes, non loin de L'Aquila, après le tremblement de terre du 9 avril 2009. Jack et la tueuse à gages Mathilde ont rendez-vous à la gare de Sulmona-Introdacqua.
- Violante Placido, qui interprète la prostituée italienne est la fille du réalisateur-comédien Michele Placido.
- Le scénariste du film, Rowan Joffe, est, lui, le fils du réalisateur Roland Joffe.